# Kurt František Václav Zedtwitz z Moravan a Doupova
Kurt František Zedtwitz z Moravan a Doupova, celým jménem Kurt František Václav Kryštof Erdman hrabě Zedtwitz z Moravan a Doupova (německy Curt Franz Wenzel Christoph Erdmann Graf Zedtwitz von Moraván und Duppau, 3. října 1822, Aš – 19. listopadu 1909, Bratislava) byl česko-rakouský šlechtic z rodu Zedtwitzů. Byl poslancem českého zemského sněmu a později členem rakouské Panské sněmovny. Vlastnil několik velkostatků v západních Čechách a Horních Uhrách.

## Osobní život

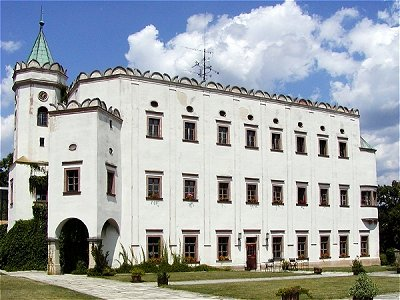
Zámek Moravany nad Váhom

Pocházel ze starého německého rodu Zedtwitzů usazeného od 14. století v západních Čechách. Narodil se jako nejstarší syn hraběte Zikmunda Erdmana Viléma Bedřicha z Zedtwitz (1778, Aš – 1847 tatméž) a jeho druhé druhé manželky Emílie Frederiky Henriety von Einsiedel (1798, Wolftitz – 1865, Doupov), s níž se oženil 26. července 1820 v durynském Schwarzbachu.
Z otcova předchozího manželství měl nevlastní sestru Žofii (1806–1864), provdanou von Berlichingen. 
Původně sloužil v armádě a dosáhl hodnosti podplukovníka. V roce 1854 získal titul c. k. komořího a později byl jmenován c. k. tajným radou. V letech 1861–1867 a 1870–1872 byl za velkostatkářskou kurii poslancem českého zemského sněmu. V roce 1881 byl jmenován doživotním členem rakouské panské sněmovny. V roce 1891 obdržel potvrzení hraběcího stavu pro Uherské království spolu s predikátem z Doupova a Moravan.
V Českém království byl majitelem Doupova se Zakšovem v Doupovských horách a v Uhrách vlastnil Moravany, Ducové, Hubinu, a Velkou (Nagy) a Malou Modrovku (Kis-Modró). Doupov koupil v roce 1858 od Černínů za 295 000 zlatých. K velkostatku patřilo 1 563 hektarů půdy a zámek, který zanikl po druhé světové válce. Na Doupovsku byla koncem 19. století zbudována rodová hrobka, která je dnes zchátralá v nepřístupném vojenském prostoru Hradiště. K uherskému velkostatku Moravany v Nitranské župě náleželo přes 5 000 hektarů půdy a zámek v Moravanech výrazně přebudovaný po roce 1881.
Kurt František Václav Zedtwitz z Moravan a Doupova zemřel dne 19. listopadu 1909 v Bratislavě.

## Manželství a děti
Kurt František byl dvakrát ženatý. Poprvé se oženil 6. března 1849 Karolínou ze Schönbergu (1826–1894), dcerou Fridricha Augusta ze Schönbergu. Z manželství vzešlo pět dětí, tři synové a dvě dcery. 
- 1. Kurt (14. prosince 1849 Aš – 19. února 1933 Doupov)
  - ⚭ (22. června 1882 Drážďany) Margarete zur Lippe-Weißenfeld (18. června 1861 Arnsdorf – 29. července 1937 Schwäbisch Hall)
- 2. Utz Friedrich (31. května 1851 Aš – 20. března 1919 Moravany nad Váhom)
  - ⚭ (23. září 1897 Štýrský Hradec) Marie Ifigenie Wilczeková (19. prosince 1876 Kirť – 2. dubna 1969 Fränkisch-Crumbach)
- 3. Adele (30. září 1854 Aš – 18. září 1932 Frauenhain)
  - ⚭ (24. června 1879 Doupov) Friedrich von Globig-Weissenbach (16. května 1841 Borna – 29. listopadu 1907 Frauenhain)
- 4. Alfred (12. prosince 1858 Aš – 9. ledna 1940 Dunkelsberg)
  - ⚭ (11. září 1901 Merchingen) Marianne von Berlichingen (25. července 1877 Dörnishof – 2. září 1964 Öhringen)
- 5. Alexandra (15. září 1861 Douupov – 26. července 1945 Arnsdorf)
  - ⚭ (27. ledna 1885 Drážďany) Heinrich Moritz Max von Beschwitz (23. prosince 1859 – 22. července 1944 Arnsdorf)

Po smrti první manželky se v roce 1902 oženil s dvakrát ovdovělou Isabellou Rieger von Riegershofen (1845–1912). 